# Decebal Traian Remeș
Decebal Traian Remeș (n. 26 iunie 1949, Băsești, România – d. 14 februarie 2020, Baia Mare, România) a fost un economist și politician român, care a îndeplinit funcțiile de ministru al finanțelor (1998-2000) și de ministru al agriculturii și dezvoltării rurale (2007) în guvernele României. A fost de asemenea deputat român în legislatura 1996-2000, ales în județul Maramureș pe listele partidului PNL. În anul 2007 a demisionat din funcția de ministru al agriculturii în guvernul condus de Călin Popescu-Tăriceanu, ca urmare a unui scandal mediatic declanșat prin apariția la postul național de televiziune TVR a unor probe din ancheta DNA la adresa sa.

## Biografie
Decebal Traian Remeș s-a născut la data de 26 iunie 1949 în comuna Băsești (județul Maramureș). A absolvit în anul 1971 cursurile Facultății de Științe Economice din cadrul Universității "Al. I. Cuza" din Iași.
După absolvirea facultății, a lucrat ca economist, șef birou, șef serviciu la Electroprecizia Săcele (1971-1978), în paralel fiind și asistent la Universitatea Brașov (1973-1978). În anul 1978 este numit în funcția de inspector la D.P.M.S. Maramureș, apoi din anul 1980 lucrează în funcția de contabil șef la I.P.I.C.C.F. Maramureș.
În anul 1990 devine director economic și apoi director general la SC "RAMIRA" Baia Mare. După ce în perioada 1992-1995 a îndeplinit funcțiile de vicepreședinte și apoi președinte al Consiliului Județean Maramureș, Decebal Traian Remeș va conduce sucursală bancară Credit Bank din Baia Mare, în calitate de director al acesteia (1995-1996).
La data de 23 septembrie 1998, Daniel Dăianu este revocat din funcția de ministru al finanțelor și în aceeași zi, președintele Emil Constantinescu îl numește pe Decebal Traian Remeș în funcția de ministru al finanțelor. Acesta va conduce portofoliul de ministru al finanțelor în perioada 23 septembrie 1998 - 28 decembrie 2000.
Nefiind ales în Parlament în urma alegerilor din anul 2000, Remeș a devenit director economic al SC Predilect SRL din Baia Mare, firmă la care deținea 50% din capitalul social, restul titlurilor fiind deținute de soția acestuia, Steliana Remeș, care este și administrator. Firma are ca obiect de activitate servicii care țin de agricultură și zootehnie, având o fermă de creștere și îngrășare a porcinelor în comuna natală Băsești din Maramureș, cu o capacitate de 2000 de porci. Printre atribuțiile deținute de el menționăm: elaborarea planului de afaceri, negocierea contractelor de aprovizionare și desfacere, relația cu băncile și alte instituții, evidență contabilă și bilanț.
În anul 2006, firma Predilect a donat 60.000 lei, în numerar, pentru finanțarea activității PNL, potrivit datelor publicate în Monitorul Oficial.
La data de 5 aprilie 2007, Decebal Traian Remeș este numit în funcția de ministru al agriculturii și dezvoltării rurale, devenind responsabil cu implementarea politicilor agricole și de dezvoltare rurală în conformitate cu strategia guvernamentală. Ca urmare a implicării în acțiuni de dare de mită, la data de 11 octombrie 2007, primul-ministru Călin Popescu Tăriceanu i-a solicitat lui Decebal Traian Remeș să își prezinte demisia din funcție considerând că acesta nu își mai poate exercita în mod eficient atribuțiile sale, iar Remeș a acceptat.
Decebal Traian Remeș a publicat 11 articole în "Revista economică", pe teme de finanțe-contabilitate.

## Activitatea politică
Devenit membru al Partidului Național Liberal în ianuarie 1991, Decebal Traian Remeș a îndeplinit funcțiile de vicepreședinte (1992-1993) și membru în Biroul permanent (1993-1996) al organizației teritoriale Maramureș a PNL. În urma alegerilor din anul 1992, a devenit consilier județean în județul Maramureș, funcție pe care o va deține până la următoarele alegeri.
În anul 1996 este ales ca președinte al organizației județene Maramureș a PNL, iar după alegerile parlamentare din noiembrie 1996 devine deputat de Maramureș pe listele Convenției Democrate Române, făcând parte din Grupul parlamentar al Partidului Național Liberal. În calitate de deputat, Remeș a îndeplinit funcția de președinte al Comisiei de Buget, Finanțe și Bănci din Camera Deputaților în perioada septembrie 1997 - septembrie 1998.
În anul 2000, a demisionat din PNL și a devenit președinte al PNL Tradițional, care milita pentru rămânerea partidului liberal în Convenția Democrată Română. În anul 2002 devine membru al PNȚCD, apoi în anul 2003 este inițiator și vicepreședinte al Partidului Acțiunea Populară, fondat de către fostul președinte al României, Emil Constantinescu, demisionează din Partidul Acțiunea Populară și se înscrie pentru o scurtă perioadă în Partidul Umanist din România PUR.
În anul 2005, revine în cadrul Partidului Național Liberal, după o absență de 5 ani în care s-a perindat pe la mai multe partide. Este ales ca președinte al organizației PNL Maramureș. În perioada 2006-2007 îndeplinește funcția de secretar general al Partidului Național Liberal, fiind responsabil cu resursele umane, financiare, crearea de evenimente politice, organizarea de evenimente ale partidului, reprezentarea partidului în mass-media, crearea de proiecte politice, conducerea activității administrative a PNL.

## Condamnarea penală
Decebal Traian Remeș a fost implicat într-un scandal de luare de mită, împreună cu fostul ministru al agriculturii Ioan Avram Mureșan sub motiv că a primit un plic cu 15.000 de dolari de la un om de afaceri pentru facilitarea obținerii unor contracte. Televiziunea publică din România a difuzat la data de 10 octombrie 2007 o înregistrare video a tranzacției. Jurnaliștii de la TVR au anunțat că în plus există două înregistrări audio ale unor convorbiri telefonice pe care Mureșan le-a avut cu omul de afaceri și respectiv Remeș. În urma scandalului, Remeș a demisionat din poziția de ministru al agriculturii la data de 11 octombrie 2007. În martie 2008, Direcția Națională Anticorupție a început urmărirea penală împotriva lui Remeș, iar în iunie a fost trimis în judecată sub acuzația de „trafic de influență”, în cazul favorizării unei firme pentru câștigarea unei licitații, în schimbul unui autoturism de lux, produse alimentare și a 15.000 de euro.
La 14 februarie 2012 a fost condamnat, împreună cu Ioan Avram Mureșan, de către Înalta Curte de Casație și Justiție la trei ani de închisoare cu executare fiecare.
Decizia a fost contestată
dar a fost confirmată pe 25 februarie 2012 de ÎCCJ.
Pe 11 februarie 2014 a fost eliberat condiționat.